# صيدلة بيطرية

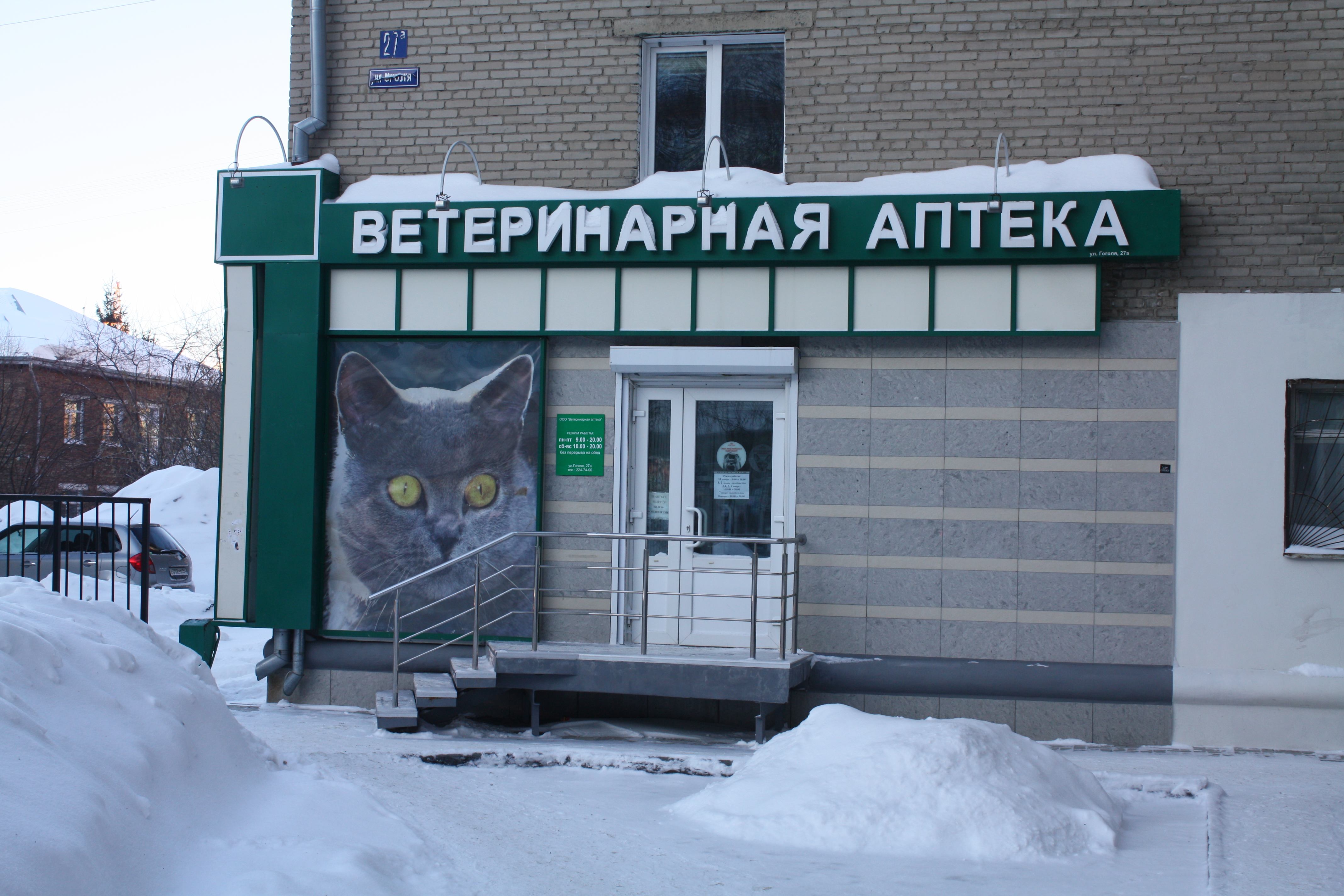
صيدلية بيطرية في نوفوسيبيرسك

صيدلة بيطرية (بالإنجليزية: Veterinary pharmacy)‏ هو مجال من ممارسة الصيدلة حيث يمكن للصيادلة البيطريين تركيب الأدوية، ملء الوصفات الطبية وإدارة العلاجات الدوائية للحيوانات.
الصيادلة البيطريون هم الصيادلة المرخصون الذين يتخصصون في توزيع الأدوية للحيوانات، وهذا يختلف اختلافًا طفيفًا عن لقب أخصائي الصيدلة البيطرية الذي قد يعمل أيضًا في الاستشارات والأبحاث والتعليم للصيدلة البيطرية.